# 1515

## أحداث
- حزيران (يونيو) -- بلاد فارس تمّ غزوها من قبل السلطان سليم الأول من الامبراطورية العثمانية.
- بناء البرتغال قلعة في تاروت لتحميهم من هجمات الأتراك.
- دخول العثمانيين إلى مدينة الموصل بدون قتال

## مواليد
الأبن البكر لسليمان القانوني

## وفيات
- ألفونسو دي ألبوكيرك